# Drivenik vára
Drivenik vára (horvátul: Grad Drivenik), vár Horvátországban, a Vinodolhoz tartozó Drivenik falu határában.

## Fekvése
A falu felett délnyugatra emelkedő Glavica nevű magaslaton találhatók tekintélyes romjai.

## Története
Azon az erdős magaslaton, ahol a vár áll valószínűleg már a történelem előtti időkben is erődítmény, majd a római korban őrtorony volt. Drivenik várát 1288-ban a vinodoli törvénykönyv egyik jegyzetében említik először. A vár a 181 méter magas “Glavica” hegyet koronázza. A 13. századtól zsupánsági székhely, majd a Frangepánok uralma idején kapitányság székhelye volt. A 16. században nagyobbították és egy hengeres toronnyal erősítették meg. 1577-ben a Zrínyiek igazgatása alá került. 1607-ben a török betörve a Vinodoli völgybe Drivenik várát is megrohanta és felgyújtotta. 1670-ben a Wesselényi-összeesküvés leleplezése és Zrínyi Péter kivégzése után kamarai birtok lett. Később jelentősége megszűnt, ezért elhagyták.

## A vár mai állapota
A vár eredetileg valószínűleg fából épült. A várba a vizes árkon átívelő hídon és a négyszögletes kaputornyon át lehetett bejutni. A tágas négyszögletes belső teret magas falak, négy szögletes torony és félköríves bástya védte. A hengeres saroktornyok a 16. században épültek. A várban lakóépületek, raktárak, pincék és ciszterna volt, mely a védők vízellátását biztosította. Falai még ma is tekintélyes magasságban állnak.

## Érdekességek
- Drivenik várát megemlíti Milutin Cihlar Nehajev „Vuci” című regényében. A regény gerincét a bátor Frangepán Kristófnak a velencei Dózsepalota börtönébe való bebörtönzése, valamint a Frangepán Kristóf és felesége, Apollonia Lang közötti, halálig tartó szerelem ihlette.

- Ugyanezt a hűséges szerelmet írja le Henry Thode „Frangepán gyűrűje” című regényében.